# Fotografía analógica

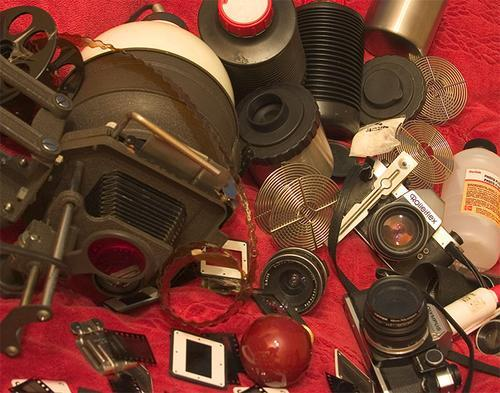
Máquinas y herramientas de la fotografía tradicional.

La fotografía analógica, de rollo o de carrete, también conocida como fotografía tradicional, argéntica o química, es el retrónimo con el que se describe al proceso fotográfico tradicional, que utiliza técnicas no digitales para producir imágenes, en comparación con la fotografía digital —de aparición más reciente—. Adicionalmente, este término sirve también para separar la fotografía que utiliza rollos de película, sustancias químicas y cuartos oscuros de fotografía mediante técnicas correspondientes al siglo xix y primera mitad del xx, que se puede identificar como fotografía alternativa. Se basa habitualmente en un proceso físicoquímico que involucra el uso de un material fotosensible activo —aplicado sobre placas de vidrio o sobre una película flexible de material traslúcido, actualmente plástico— y su estabilización —revelado—, para la obtención y el procesado de las imágenes.
La fotografía tradicional ha formado un importante cuerpo de conocimiento que incluye el correcto manejo de grados de sensibilidad de películas y papeles, el manejo de gran variedad de lentes, filtros y fuentes de luz, y la habilidad o cuidado de temperaturas, concentraciones y tiempos de uso con líquidos reveladores y fijadores. De todo esto existen tablas, fórmulas y recetas con números, volúmenes, temperaturas, tiempos y escalas.

## Material
El concepto de fotografía analógica no solo consiste en la película fotográfica o carrete y su proceso de revelado con químicos. En sí misma es una ciencia y un oficio en sí mismo, pues los cambios en la química y el tiempo de los procesos afectarán el resultado final. Un ejemplo es el ferrotipo. El ferrotipo es una fotografía de un positivo directo sobre una hoja de metal, generalmente de hierro o de acero, ennegrecido mediante pintura inmediatamente antes de ser expuesta a la luz. El ferrotipo, introducido a mediados del siglo XIX, era esencialmente una variación del ambrotipo, que era una imagen única hecha en vidrio en lugar de metal. Así como el ambrotipo era un negativo cuyas imágenes plateadas aparecían de un blanco grisáceo y cuyas áreas claras de sombras parecían oscuras, el ferrotipo, en realidad negativo en su formación química, parecía positivo gracias a la placa negra. Estos métodos no se abandonaron cuando el carrete llegó a dominar la fotografía.
La película instantánea revela las imágenes automáticamente, ya que contiene las sustancias químicas necesarias para revelar y fijar la foto sin la necesidad de un laboratorio de imagen o cuarto oscuro, a diferencia del papel fotográfico.

## Historia
La fotografía analógica nace en la segunda década del siglo XIX como resultado de la convergencia de dos descubrimientos, la cámara oscura y la fijación de las imágenes a partir de sustancias químicas fotosensibles a la luz.
Todo esto se desarrolla durante las innovaciones tecnológicas de la época preindustrial. Por tanto, podríamos decir que la historia de la fotografía tiene su inicio a principios del siglo XIX, concretamente, cuando en 1816 el científico francés Nicéphore Niepce empieza a hacer las primeras pruebas (que no consigue fijar) hasta lo que él llama "heliografía".
La fotografía más antigua que se conserva, tomada en este proceso, fue obtenida en 1826 o 1827 con la utilización de la cámara oscura y una placa de peltre (una aleación hecha de estaño, cobre, antimonio y plomo) recubierta con Betún de Judea.
Este primer proceso fotográfico era tan poco sensible a la luz que necesitaba de muy largas exposiciones. Concretamente, esta primera se sabe que tiene una exposición de ocho horas y diez minutos y se considera subexpuesta. Se llama “Vista desde la ventana de Gras” y se exhibe en el Harry Ransom Humanities Research Center, en la Universidad de Texas en Austin.

### Daguerreotipo
Las siguientes innovaciones técnicas por el mundo de la fotografía fueron de Louis Daguerre en 1839, cuando desarrolló un sistema de obtención de imágenes fotográficas similar al de Niepce pero más desarrollado para reducir el tiempo de exposición de la luz sobre el material fotosensible. Su invención fue llamada Daguerreotipo.
El daguerrotipo fue el primer procedimiento fotográfico divulgado internacionalmente: el 19 de agosto de 1939 la Academia de las Ciencias de París ofreció al mundo este invento y muchas personas se desplazaron con el objetivo de fotografiarse. Estas imágenes se distinguen por verse sucesivamente en negativo o en positivo, según el ángulo de observación y la incidencia de la luz. Sin embargo, en conclusión, este aparato obtenía resultados fotográficos en positivo y resolvía algunos problemas técnicos de Niepce. Algunas de las fotografías más famosas que se han tomado con daguerrotipo son: Boulevard du Temple (Louis Daguerre, 1939), El retrato de Abraham Lincoln (Alexander Gardner, 1863) o El taller del artista (Louis Daguerre, 1837), de entre otros. Esta invención fue utilizada, sobre todo, para realizar retratos de la clase burguesa durante la Revolución Industrial, ya que era mucho más barato que encargar una pintura.

### Calotipo
Paralelamente al desarrollo del Daguerreotipo, aparecieron otras técnicas fotográficas que permitieron el desarrollo de la seriación fotográfica, de este modo, lograron realizar más de una impresión de la misma imagen. Estos métodos fueron llamados “Calotipo” o “Talbotipo”.
El calotipo es un método fotográfico desarrollado por William Fox Talbot, basado en un papel sensibilizado con nitrato de plata y ácido gálico que después de ser expuesto a la luz durante unos treinta segundos es revelado con ambas sustancias químicas y fijado con hiposulfito. Una vez se tiene el negativo, debe colocarse sobre otro papel bajo la luz del sol y se obtiene el positivo. La fotografía resultante es de color rojizo y tiene un aspecto similar al terciopelo. Aunque se podían hacer copias de las fotografías y éstas eran fáciles de ver (no debían observarse desde diferentes ángulos para ver lo positivo), la calidad era bastante inferior que en los daguerrotipos.
Talbot desplegó el sistema establecido hasta la actualidad del proceso negativo – positivo. Por tanto, podríamos decir que sentó las bases de la fotografía química.

### Colodión húmedo
En 1855 surgió el sistema del colodión húmedo, inventado por Frederick Scott Archer y Gustave Le Gray. Llegó para solucionar los problemas del daguerrotipo y el calotipo: el daguerrotipo producía imágenes de gran calidad, pero no permitía realizar copias y era muy costoso; el calotipo, por otra parte, utilizaba el papel como soporte y permitía realizar copias por contacto, pero las fibras del papel hacían que no tuviera una calidad tan alta. El colodió húmedo conseguía casi la misma calidad que el daguerrotipo, era diez veces más barato, el tiempo de exposición era más corto y permitía hacer copias.
El colodió es una sustancia compuesta por una solución de nitrato de celulosa, (un compuesto bastante inestable y explosivo) éter y alcohol, se utilizó como cicatrizante de heridas hasta que Gustave Le Gray sugirió que podía utilizarse se por la fotografía. Es un material viscoso que se vierte en estado líquido sobre un soporte de metal (ferrotipo) o vidrio (ambrotipo)... y, una vez seco, se adhiere como una capa. El colodió en sí no es sensible a la luz, debe sensibilizarse poniéndolo en contacto con una solución de nitrato de plata, que hará que se produzcan haluros de plata fotosensibles. Es muy importante que durante la toma y revelado de la placa esté húmeda; esto significa que sólo pueden pasar unos diez minutos desde que se vierte el colodió hasta que se fija la imagen.
Una vez preparada la placa, se introduce dentro de la cámara, se abre el obturador durante unos segundos (esta técnica redujo el tiempo de exposición a unos segundos), se revela (normalmente con sulfato de hierro) y se fija la imagen con Cianuro Potásico o Hiposulfito de Sodio para evitar el ennegrecimiento de la imagen con el paso del tiempo.
Dado que el proceso debía ser al instante, los fotógrafos debían llevarse el laboratorio fotográfico con ellos durante la toma de fotografías, a menudo con tiendas de campaña o carruajes; por otra parte, las placas que se utilizaban eran muy sensibles y era fácil que se rompieran o se rayaran. Manipular el colodió era muy complicado porque debía mantenerse húmedo durante todo el proceso, así que se empezó a investigar en negativos que pudieran manipularse secos y no tuvieran que revelarse inmediatamente.
Durante los años posteriores, la fotografía no era todavía un invento usado a gran escala. No fue hasta la exposición universal de París de 1889, cuando este arte se expuso junto a otros como la pintura o la escultura, que empezó a considerarse como tal.

### Placa Seca
En 1871, el inglés Richard Leach Maddox presentó un procedimiento que mejoraba el Colodió Húmedo en diferentes aspectos. El método consistía en convertir en seco al proceso anterior, haciendo una disolución de gelatina, bromuro de cadmio y nitrato de plata formándose una emulsión sensible a la luz que se dejaba secar sobre una placa de vidrio y mantenía sus propiedades durante meses, pero la superficie emulsionada era muy poco resistente.
Entre 1872 y 1878 Eadweard Muybridge, utilizando esta técnica, creó la serie "El caballo en movimiento", un gran avance en el mundo de la fotografía y base para la invención del cinematógrafo. La serie fue un encargo de Leland Stanford, gobernador de California y fundador de la Universidad Stanford, que quería comprobar mediante la fotografía si, en algún momento, un caballo galopante tenía las cuatro patas en el aire. Al principio (1872), Muybridge fotografió al caballo, pero no obtuvo buenos resultados porque con la técnica del colodió húmedo aún se tardaba unos segundos en exponer y no se podían fotografiar cuerpos en movimiento. Hizo un viaje a América, donde siguió realizando pruebas de movimiento y al regresar trabajó para mejorar los negativos y técnicas de obturación. En vez de utilizar un obturador manual, inventó un obturador mecánico que consistía en dos pares de hojas de madera que se deslizaban verticalmente por las ranuras de un marco; este sistema dejaba una abertura de 20 centímetros y permitía exponer a 1/500 de segundo. Colocó a diferentes cámaras en una pista de carreras de caballos, con los disparadores conectados a una serie de cables que activaban el mecanismo cuando pasaba el caballo por delante. Con esta serie de 12 fotografías comprobó que hay un momento en que el caballo no toca el suelo cuando galopa.
El compositor Philip Glass dedicó una obra musical en tres actos a Eadweard Muybridge que tituló The Photographer
Charles Harper Bennett, mejoró este proceso en 1878 mediante un prolongado calentamiento de las placas a 32,2 °C aumentando así la sensibilidad de la emulsión. Así se podrían obtener fotografías a velocidades más altas, lo que propició que varias empresas de Europa y Estados Unidos empezaran a comercializar el producto, lo que abrió la puerta a la aparición de las películas sobre soporte plástico.

### Película fotográfica
El primer carrete de película fotográfica era de papel y fue inventado en 1884 por George Eastman, sustituyendo a las antiguas placas de vidrio, mucho menos prácticas. Fue un invento revolucionario porque, por primera vez en la historia, no se necesitaba saber de química ni ser un profesional para poder tomar una fotografía. Era una película con la que se podían tomar 100 imágenes y fue comercializada por la marca Kodak (marca de Eastman) y se vendía por 25 dólares. El mismo año salió la cámara Kodak 100 Vista, con un carrete de 100 fotografías y el siguiente funcionamiento: los fotógrafos tomaban las 100 fotografías, enviaban la cámara a Kodak, ésta las revelaba y devolvía el carrito revelado y la cámara recargada.
En 1889 Kodak patentó una película transparente de celuloide que permitía llevar los carritos a revelar sin tener que llevar la cámara entera. Fue el momento en el que la fotografía empezó a popularizarse de verdad.
En 1892 Eastman fundó el Eastman Kodak Company, una de las primeras empresas en producir material fotográfico en serie.
Durante la Primera Guerra Mundial (1914-1918) la fotografía progresó a gran velocidad. Los fotógrafos lo utilizaban para fotografiar trincheras, la vida cotidiana, edificios, operaciones quirúrgicas, batallas... fue una herramienta para inmortalizar a la sociedad del momento y fue importante para reconstruir los pueblos en la posguerra. Después de esta etapa, la fotografía siguió usándose para fotografiar momentos de la vida cotidiana como: trenes, fábricas, núcleos urbanos... la mayoría de la población se empezó a ver reflejada en aquellas imágenes, que representaban su estilo de vida.

### Fotografía en color
La aparición de la fotografía en color fue un desarrollo posterior estudiado por James Clerk Maxwell, quien obtuvo una de las primeras imágenes con color permanente. Esto lo consiguió realizando tres fotografías sucesivas y proyectándolas con tres lentes diferentes: una roja, una verde y una azul.
La auténtica primera placa fotográfica en color, conocida comercialmente como Autochrome, fue patentada en diciembre de 1903 por los hermanos Lumière, pero no llegó a los mercados hasta 1907. Estas placas autochromes se fabricaban en Francia, y eran transparencias o diapositivas en soporte de vidrio recubiertas de trozos minúsculos de fécula de patata teñidos.
La primera película moderna en color, Kodachrome fue patentada en 1935 por Kodak y tuvo un gran éxito tanto en la fotografía como en el cine.
El desarrollo posterior de la fotografía fue un proceso rápido e impulsado principalmente por el interés por esta nueva técnica expresiva. Con el paso del tiempo, la fotografía se separó poco a poco de la ciencia y se acercó más a la representación artística.

### Actualidad
En 1975 apareció la primera cámara digital y en 1990 salieron al mercado las primeras cámaras digitales pensadas para el gran público, Dycam Model 1 (1990) y Apple QuickTake (1994). En un mundo cada vez más tecnologizado, globalizado y consumista, donde la inmediatez y la practicidad eran tan valoradas, era evidente que la fotografía química pasaría a un segundo plano, y así estuvo. Durante muchos años, la fotografía de carrito se ha seguido utilizando a pequeña escala; quienes todavía están aficionados defienden que es más emocionante, mágica y "pura" que la digital.
Hacia 2016 empezó un fenómeno impulsado, sobre todo, por los millennials y la generación Z: lo vintage y retro vuelve a estar de moda. Ingrid Zacipa, publicista e investigadora de los fenómenos de consumo de la Universidad Central de Colombia, opina que "la población juvenil adopta estas modas por una profunda necesidad de adherencia, de reconocimiento de referentes y de búsqueda de rituales y significados que le den sentido a un estilo de vida que cambia rápidamente por la tecnología y la economía". Esta moda ha llegado a la mayoría de ámbitos: desde series y películas con ambientación en los años 80 y 90 y revivales, pasando por los vinilos, la ropa y muebles de segunda mano, la música... hasta la fotografía analógica, que también se ha visto beneficiada. En 2017, el sitio web BH Photo & Video afirmó que las ventas de carritos habían estado subiendo un 5 % cada año en los últimos años.
Lejos de estar desapareciendo, la fotografía analógica ha sobrevivido a la era de la tecnología y cada vez hay más fotógrafos que están volviendo a utilizarla. Algunos ejemplos actuales son:
- Cristóbal Escanilla
- Li Hui
- Nina Ahn
- Dennis Auburn Archivado 24/07/2019 en Wayback Machine.
- Lukasz Wierzbowski

## Proceso

### Película fotográfica

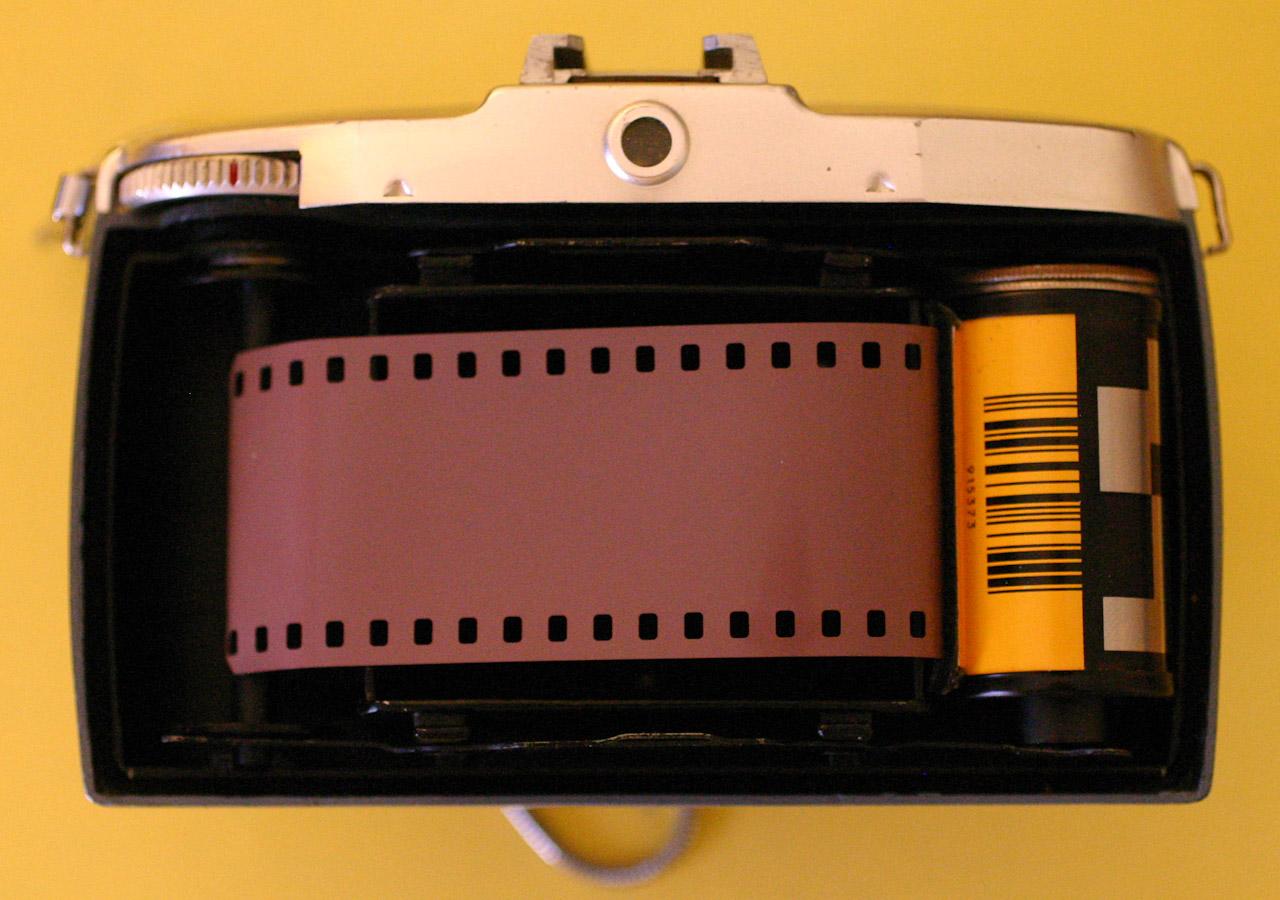
Carrete en cámara

Para la obtención de imágenes fotográficas se emplea un soporte conocido como película fotográfica, en donde el elemento sensible a la luz es el halogenuro de plata, el cual es el compuesto activo presente en la emulsión fotográfica; esta, a su vez, es un coloide en suspensión, sobre una base de gelatina muy pura. El tamaño y cantidad de los cristales de halogenuro de plata determinan la sensibilidad de la película, conocida también como velocidad —término que puede confundirse con la velocidad de obturación—, la cual está normalizada y se expresa en una escala de sensibilidad fotográfica estandarizada por la ISO. Cuando se abre el obturador por un breve instante, la luz que pasa por el objetivo incide sobre la película, y deja sobre ella la impresión de la imagen, que en este punto recibe el nombre de imagen latente; ésta se irá descomponiendo a partir de ese momento, hasta ser revelada. En realidad la luz da inicio a un proceso físicoquímico, produciendo un punto de sensibilidad en el compuesto, obteniendo así una imagen latente, lo que a la postre, cuando la película se sumerja en el revelador, mediante un proceso de reducción-oxidación, ocurrirá la descomposición del halogenuro en plata metálica negra, obteniéndose así una imagen visible.

#### Obtención de la imagen
A una película dada, de una determinada sensibilidad —100, 200, 400 ISO—, le corresponde una cierta cantidad de luz para conseguir la exposición correcta. Esta cantidad es lo que se llama EV —en inglés: Exposure Value—. Cuanto mayor es la sensibilidad, menor cantidad de luz necesita. Así, por ejemplo, con películas de 6400 ISO, forzándolas a 60 000 ISO permiten fotografiar a una persona negra dentro de un saco en el interior de un túnel mal iluminado. Mientras que películas de 25 ISO permiten sacar fotos de la superficie del sol sin quemar por ello la película.
Para obtener la correcta EV, las cámaras de fotos constan de diafragma y obturador. Por hacer una analogía entre el ojo y una cámara de fotos:
- Diafragma: Es el iris del ojo. Abriéndose más o menos, conseguimos que entre una determinada cantidad de luz.
- Obturador: Es el párpado del ojo. Teniéndolo más o menos tiempo abierto, obtenemos una mayor o menor incidencia de la luz en la película.
- Objetivo: Es el cristalino. Se encarga de enfocar la vista, de forma que los objetos salgan nítidos en la película
- Película: Es la retina. Donde se forman las imágenes que quedan en forma latente hasta que se revela la película.

Mediante un exposímetro se mide la EV necesaria para esa película. Pongamos por caso que da una velocidad de 1/500 y diafragma 4. Ese EV es equivalente a subir la velocidad y bajar el diafragma, o bajar la velocidad y subir el diafragma. La velocidad suele ser expresada en 1 s; y el diafragma en «f» o fracciones de diámetro.
| Velocidad | Diafragma {\displaystyle f} |
| --------- | --------------------------- |
| 1/500 s   | 4                           |
| 1/250 s   | 5.6                         |
| 1/1000 s  | 2.8                         |

Todos estos valores son el mismo EV para una determinada cantidad de luz. Por lo tanto, podemos elegir cualquier combinación de éstas para obtener una exposición correcta. Dependiendo de lo que queramos obtener. Si queremos que el campo nítido sea mayor, pondremos un diafragma más grande —5.6 f da mayor profundidad de campo nítido que 2.8 f— o si queremos paralizar el momento, pondremos una velocidad más alta —1/1000 s paraliza la imagen más que 1/250 s—.
Se ha hablado por encima de «forzar» la película. Forzar la película es un procedimiento por el cual, usamos una película de sensibilidad determinada a una sensibilidad muy superior. Para ello ponemos de sensibilidad en la cámara la sensibilidad que queremos usar, y disparamos la cámara tranquilamente. A la hora de revelar, habrá que compensar esta sensibilidad aumentando la temperatura del revelador. Para ello, tendremos que ser nosotros mismos los que revelemos los carretes, ya que en las tiendas de revelado, todo el proceso va mecanizado y no se forzará la película.

### Revelado

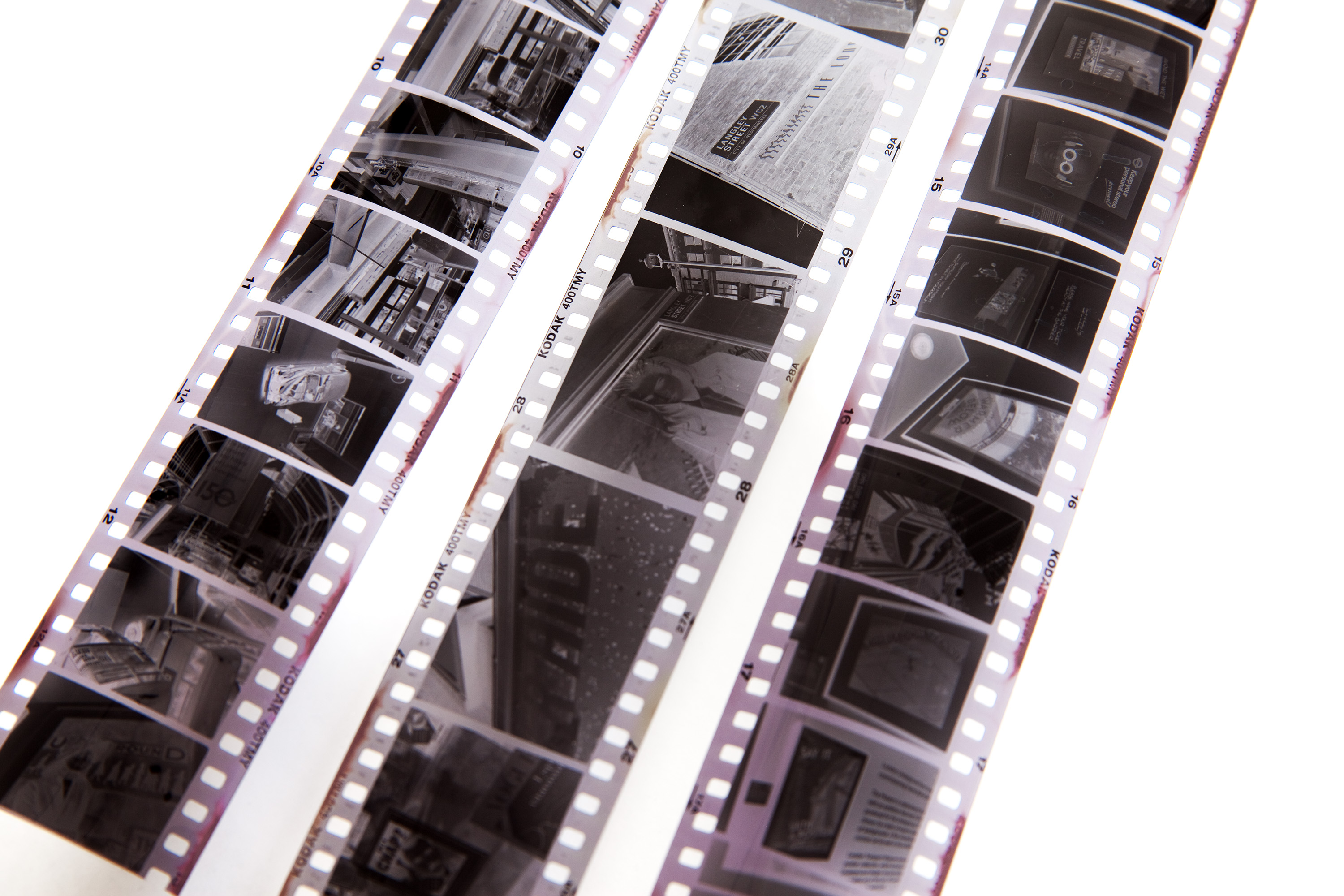
Negativos

El proceso de revelado consta de dos pasos básicos: revelado y fijado, los cuales se dividen a su vez en pasos intermedios según el tipo de película a tratar. La imagen así obtenida tiene sus valores de luz invertidos respecto a la captura original, por lo cual se conoce a la película tratada como negativo.
Una vez seca, de esta película o «negativo» se pueden hacer copias de la imagen sobre papel o bien sobre otra película, en cuyo caso obtendremos una diapositiva o positivo traslúcido, que nos permitirá observar la fotografía por proyección o transparencia. Las imágenes obtenidas, al invertir nuevamente los valores de luz, por ampliación o contacto, nos dan como resultado un «positivo». A este proceso se le llama positivado.
Si utilizamos en la cámara una película especialmente tratada, para diapositivas, obtendremos las imágenes directamente en positivo al revelar la película.

## Formatos
El formato más popular de película química es la película de 35 mm —también conocida como película 135—, utilizada en la mayoría de cámaras réflex y compactas hasta el final del siglo xx. Después de dicho formato, los más populares son el formato medio —120, 220—, Polaroid —de revelado instantáneo—, y los grandes formatos —4x5 pulgadas, 5×7 pulgadas y 8×10 pulgadas principalmente—. Último formato en aparecer fue Advanced Photo System —conocido mejor por su acrónimo, APS—; Que permitía exponer su película en formatos C / H / P. Aunque posiblemente el menos popular de todos los formatos y sin embargo, sus dimensiones se usaron de base para los primeros sensores en fotografía digital. SLR hasta su evolución a Full Frame.

## Ventajas y desventajas
Artículo principal: Film vs Digital
 Ventajas 
- El tiempo y el gasto de la fotografía cinematográfica inculcan la artesanía y la paciencia.
- Dependiendo de la sensibilidad de la película se puede obtener un amplio rango de dinamismo.
- Una imagen impresa (no editable) puede ayudar como evidencia legal del sujeto fotografiado.
- En condiciones óptimas de procesamiento y almacenamiento, una película puede tener una duración por siempre jamás.

Desventajas
- La fotografía cinematográfica necesita más tiempo y habilidad que la digital.
- La película es delicada y necesita un tratamiento cuidadoso, refrigeración, protección del sol, protección del polvo, etc.
- La película puede sufrir un deteriodo, como por ejemplo que se nublen las fotografías.
- El procesamiento de películas tiene un coste económico elevado. A veces se tiene que encontrar un laboratorio y se tiene que ampliar o escanearse.